# Zabytki w Miasteczku Śląskim

Herb Miasteczka Śląskiego

Zabytki w Miasteczku Śląskim – lista obiektów znajdujących się w gminie miejskiej Miasteczko Śląskie w powiecie tarnogórskim, w województwie śląskim, wpisanych do rejestru zabytków nieruchomych.
Na terenie Miasteczka Śląskiego, według danych Śląskiego Wojewódzkiego Konserwatora Zabytków oraz Narodowego Instytutu Dziedzictwa na 30 czerwca 2017, znajduje się 7 zabytków, a wśród nich:
- 3 kościoły
  - w tym 1 zespół kościelny znajdujący się na Szlaku Architektury Drewnianej województwa śląskiego[2],
- 2 obiekty dworskie,
- 1 kaplica,

a ponadto miasto w ramach historycznego założenia.

## Lista zabytków Miasteczka Śląskiego

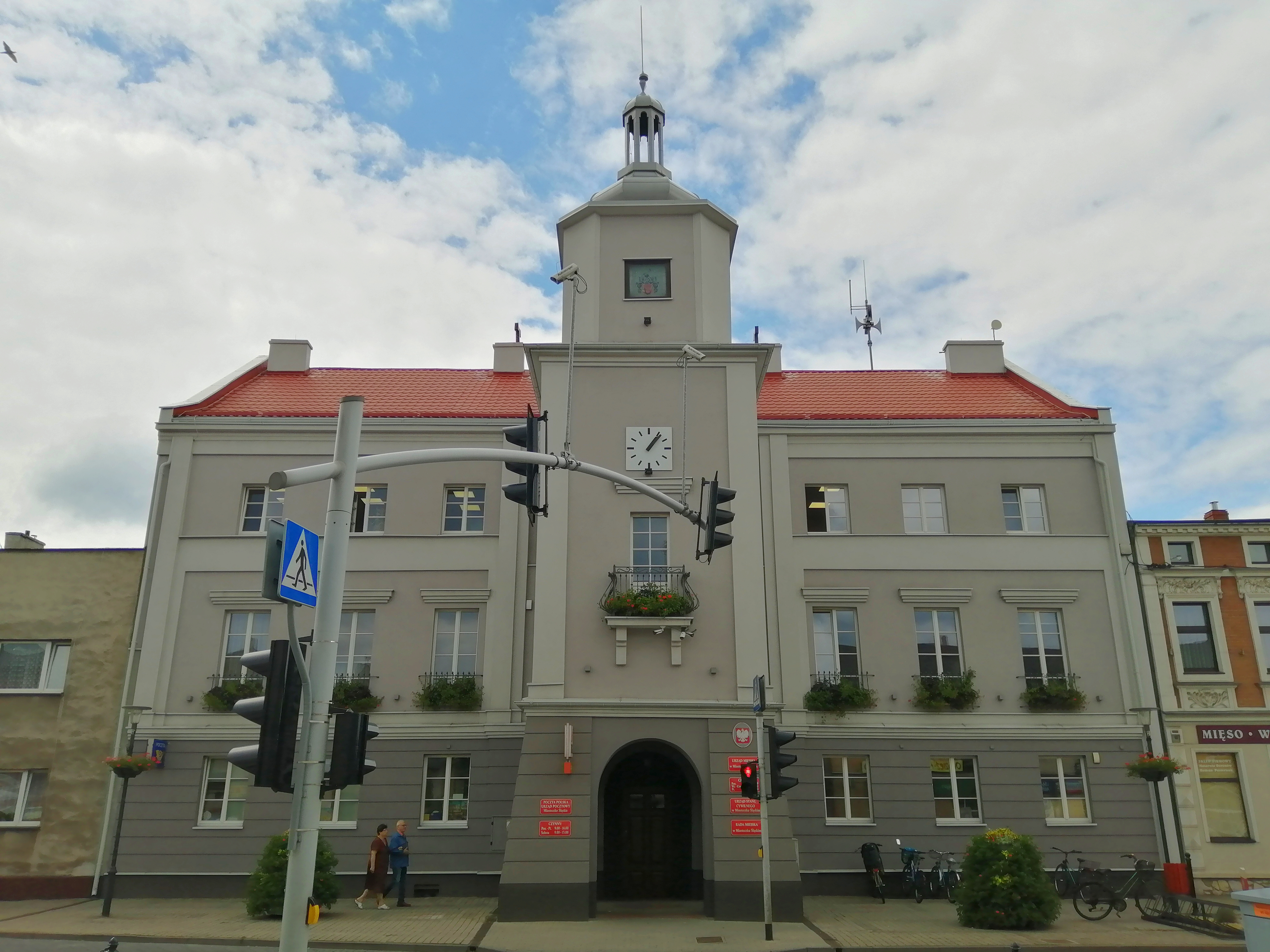
Ratusz w Miasteczku Śląskim

### Miasto w ramach historycznego założenia

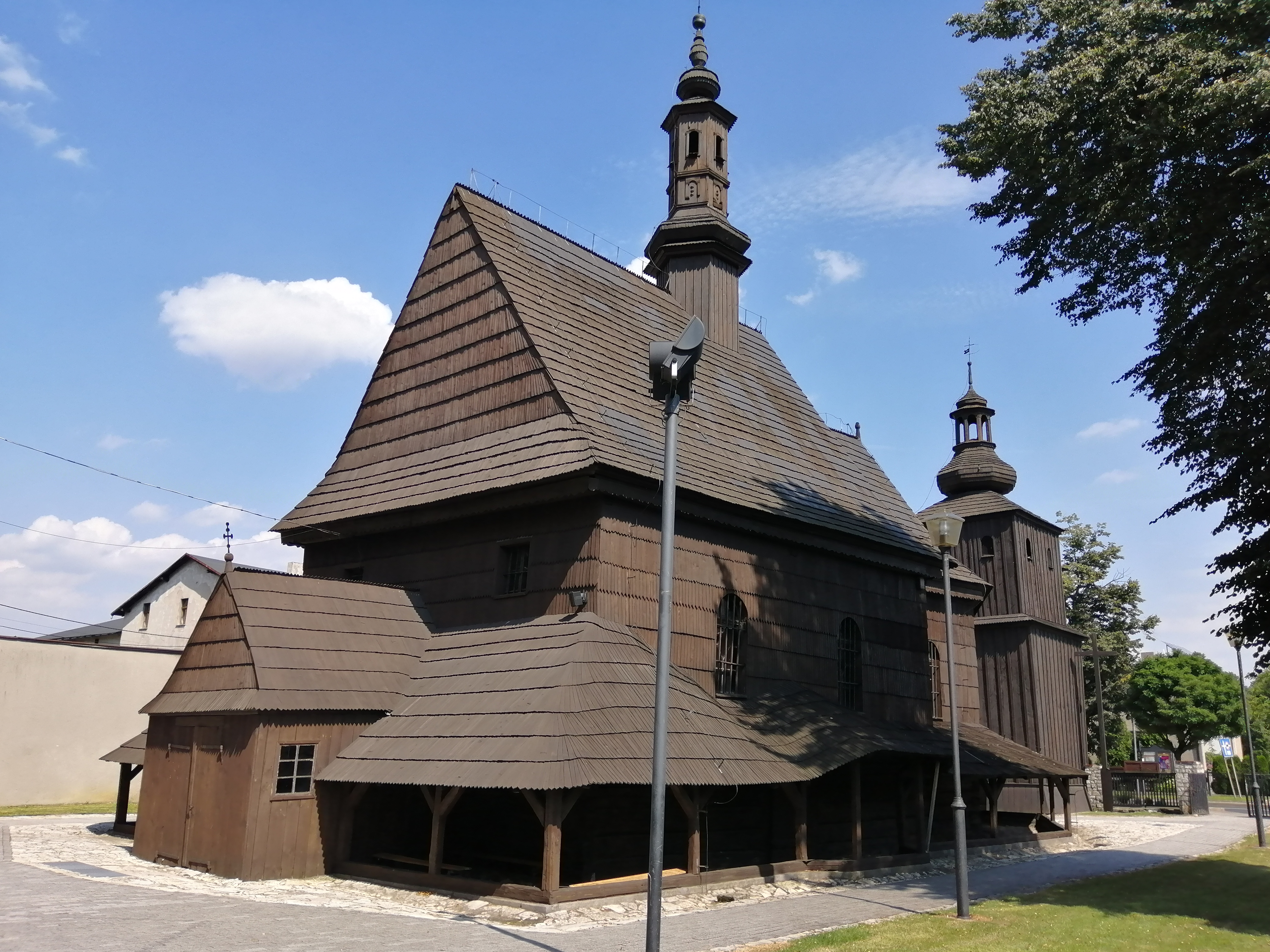
Kościół św. Jerzego i Wniebowzięcia NMP

- numer rejestru zabytków – A/486/56[1] i A/855/2021[3]
- data wpisu do rejestru zabytków – 2 listopada 1956[1]
- położenie – 50°29′29,4″N 18°55′22,1″E/50,491500 18,922806
- opis architektoniczny – zabytkowy układ urbanistyczny starej zabudowy z rynkiem i ratuszem z 1900 roku, przebudowanym w 1963 roku, przed którego elewację wysunięta jest czworoboczna wieża z półkolistymi arkadami w dolnej części, zwieńczona hełmem kopulastym z latarnią i iglicą[4].
- rys historyczny – powstanie Miasteczka Śląskiego jest związane z dzielnicą Żyglin, która według profesora Władysława Nehringa oraz miejscowej ludności ma swoje początki w roku 1065 lub 1200, czyli wraz z początkami państwowości polskiej. W wyniku odkrycia w 1530 roku złóż rud srebra i ołowiu w okolicach Żyglina powstała mała osada, którą ze względu na powstające licznie hałdy nazwano „Żyglińskimi Górami” (analogicznie do powstania nazwy Tarnowskie Góry). Szybko rozwijającej się dzięki górnictwu osadzie 23 kwietnia 1561 Jerzy Fryderyk Brandenburczyk – pan ziemi bytomsko-tarnogórskiej – nadał prawa miejskie oraz nazwę „Geörgenbergk” (od imienia swojego patrona). Nazwa jednak nie przyjęła się wśród miejscowej ludności; nazywała ona nowo powstałe miasto określeniem „Miasteczko”[5]. Ta nazwa funkcjonuje do dziś.
Po II wojnie światowej w roku 1946 Miasteczko utraciło prawa miejskie. W 1963 ponownie je odzyskało. W 1975 w wyniku reformy administracyjnej Miasteczko Śląskie stało się dzielnicą Tarnowskich Gór. Prawa miejskie odzyskało ponownie 20 lat później, zaś w 1999 dołączyło do reaktywowanego powiatu tarnogórskiego[5].
- więcej zdjęć – zasoby Wikimedia Commons

### Zespół kościelnydawnego kościoła pw. Wniebowzięcia NMP (obecnego św. Jerzego i Wniebowzięcia NMP) z XVII wieku[a]
- numer rejestru zabytków – A/605/66[1]
- data wpisu do rejestru zabytków – 15 kwietnia 1966[1]
- położenie – 50°29′32,3″N 18°55′21,7″E/50,492306 18,922694
- opis architektoniczny – zespół obejmujący drewniany kościół św. Jerzego i Wniebowzięcia NMP (dawny kościół Wniebowzięcia NMP) z XVII wieku, położoną w jego pobliżu drewnianą dzwonnicę oraz figurę św. Jana Nepomucena z XVIII wieku w kapliczce w ogrodzeniu kościoła[1];
kościół ma konstrukcję zrębową, stoi na kamiennej podmurówce, nakrywa go dach dwukalenicowy, pokryty gontem z sześcioboczną wieżyczką mającą cebulasty hełm z latarnią i iglicą. Charakterystyczne dla tej budowli są soboty (podcienia oparte na słupach). Prezbiterium zamknięte trójbocznie, z niewielką prostokątną zakrystią od północy[6][7]. Obok kościoła znajduje się drewniana dzwonnica, konstrukcji słupowej, oszalowana deskami, zbudowana w 1666 roku, kwadratowa, podzielona na dwie kondygnacje, w górnej kondygnacji ma po dwa okienka w każdej ścianie. Dach dzwonnicy jest namiotowy, niski, zwieńczony cebulastym hełmem z ośmioboczną latarnią, kryty gontem. Odrzwia zamknięte półkoliście, drzwi wieży dwuskrzydłowe, klepkowe[7].
- rys historyczny – przez ponad 100 lat od założenia miasta mieszkańcy Miasteczka Śląskiego chodzili do kościoła w Żyglinie. Własny wybudowali dopiero w latach 1665–1667. Świątynię konsekrowano 8 maja 1670. Przez niemal dwieście lat pełniła ona jedynie funkcje kościoła filialnego – aby odprawić nabożeństwo do Miasteczka przybywał ksiądz z Żyglina. W XVIII wieku kościół przebudowano oraz ustawiono boczny ołtarz z Obrazem Najświętszej Maryi Panny Bolesnej Łaskami Słynący, do której lud tak z Cesarskiej, jak i też Polskiej Strony szczególniejsze ma nabożeństwo[8][6][9].
- więcej zdjęć – zasoby Wikimedia Commons

### Kościół parafialny pw. Wniebowzięcia NMP

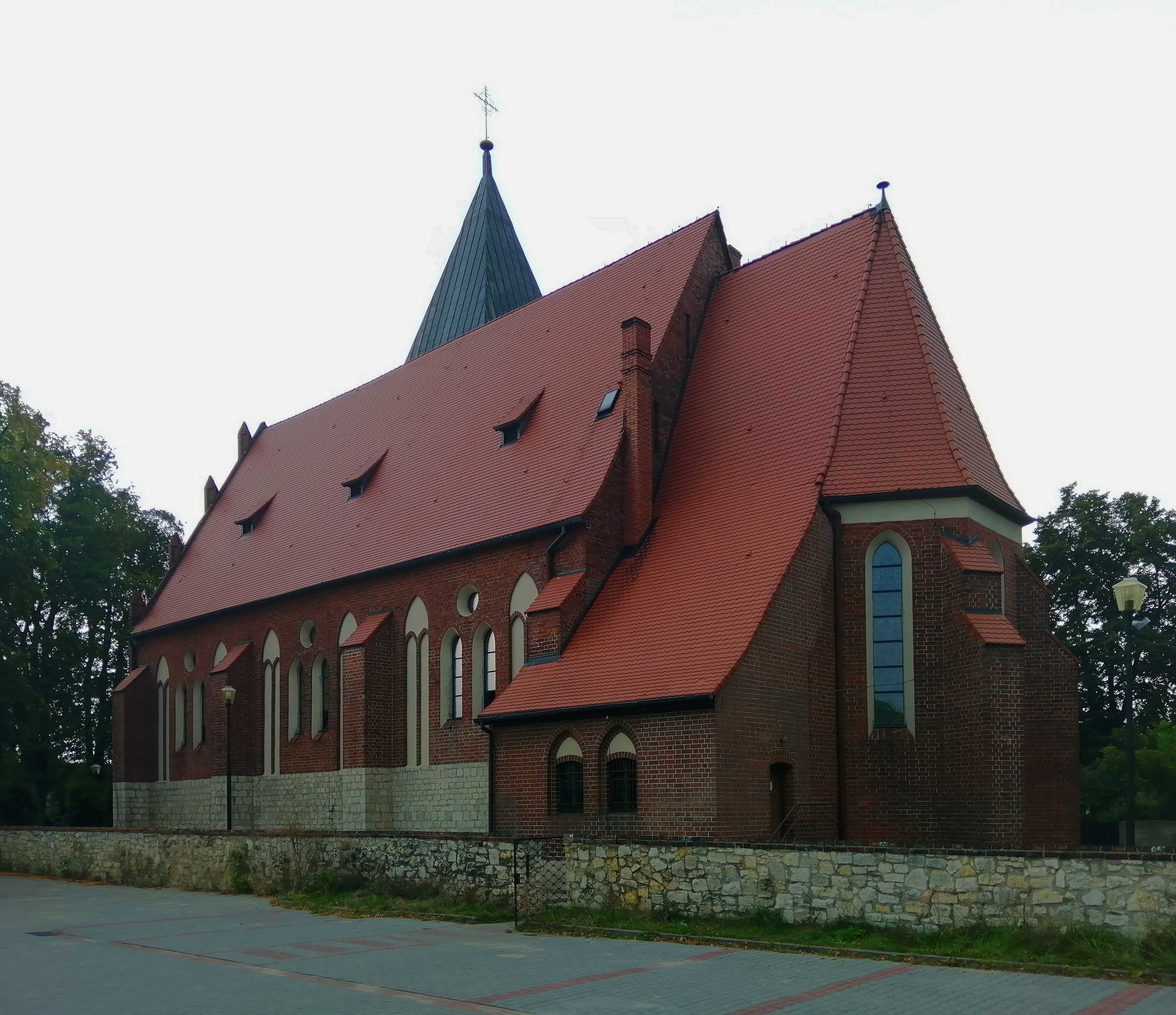
Kościół Wniebowzięcia NMP

- numer rejestru zabytków – A/650/66[1]
- data wpisu do rejestru zabytków – 2 maja 1966[1]
- położenie – 50°29′32,4″N 18°55′20,1″E/50,492333 18,922250
- opis architektoniczny – budynek stanowi typowy przykład neogotyku[1]. Kościół jest murowany z kamienia i cegły, jednonawowy, z trójbocznie zamkniętym prezbiterium. Nieorientowany (prezbiterium znajduje się od strony południowej). Od wschodu do nawy dostawiona jest wieża na rzucie kwadratu, nakryta dachem czterospadowym, namiotowym. Nawa i prezbiterium mają dachy dwuspadowe.
- rys historyczny – gdy pod koniec XIX wieku tworzyły się nowe wspólnoty kościelne, do usamodzielnienia się dążyła także miastecka filia parafii w Żyglinie. Powstały plany rozbudowy drewnianego kościoła, jednak w 1900 władze rejencji postanowiły wznieść nowy kościół wg projektu Hudemanna obok starego. 3 września 1905 poświęcenia kamienia węgielnego dokonał ks. dziekan Józef Konieczko z Radzionkowa. 3 lata później 5 listopada 1908 odbyła się uroczystość poświęcenia nowego kościoła. Na początku lutego 1914 erygowano samodzielną parafię niezależną od żyglińskiej, a opisywana świątynia stała się jej kościołem głównym. W 1937 sprowadzono relikwie bł. Bronisławy, a w 1998 św. Franciszka. 18 września 1966 ks. bp Herbert Bednorz konsekrował kościół. W pierwszym dziesięcioleciu XXI wieku miały miejsce remonty: wieży, dachu oraz gruntowne malowanie[9][10].
- więcej zdjęć – zasoby Wikimedia Commons

### Kościół parafialny pw. Narodzenia NMP w Żyglinie

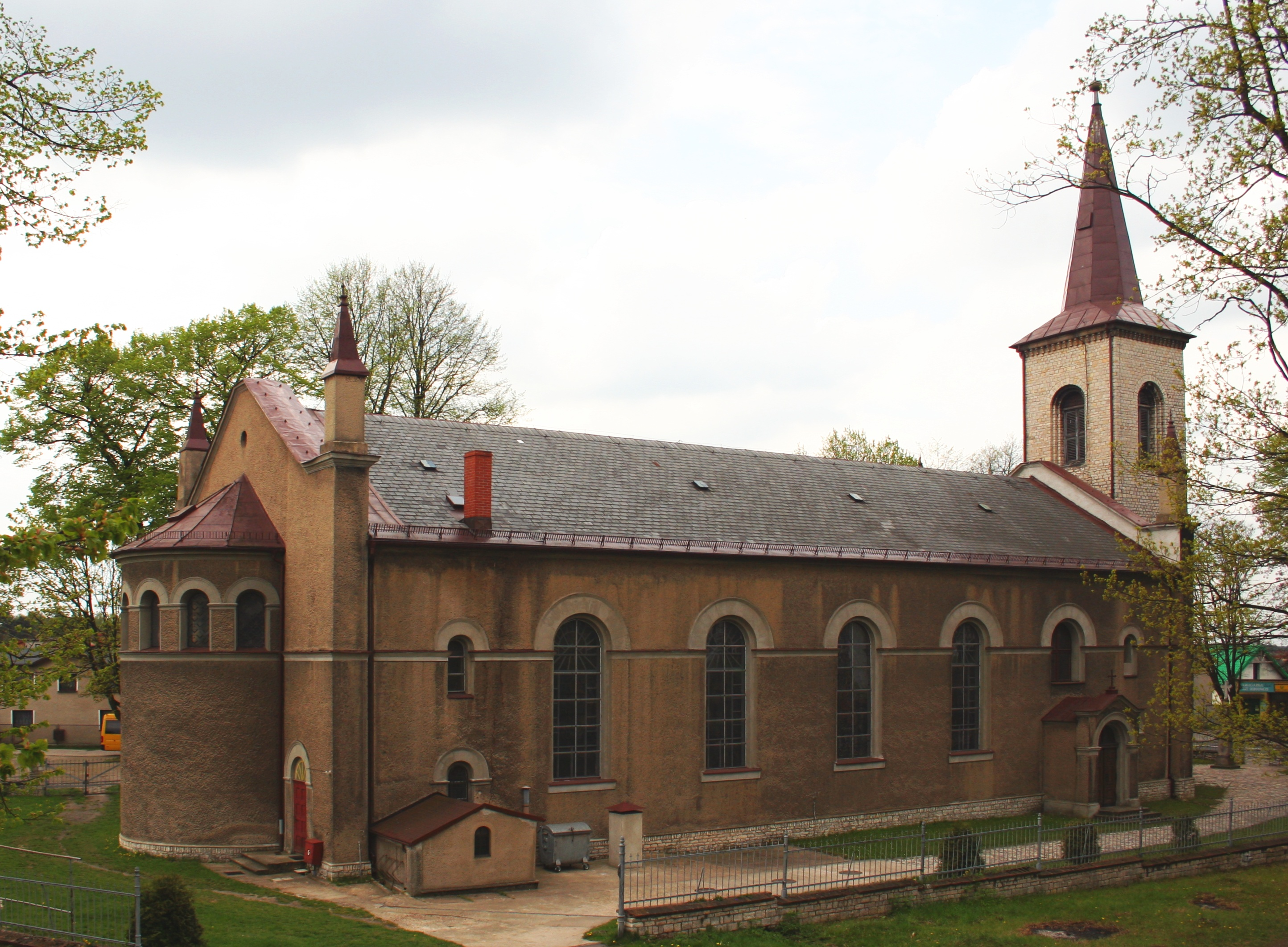
Kościół Narodzenia NMP

- numer rejestru zabytków – A/654/66[1]
- data wpisu do rejestru zabytków – 2 maja 1966[1]
- położenie – 50°29′10,1″N 18°56′55,0″E/50,486139 18,948611
- opis architektoniczny – murowany, neogotycki kościół z XIX wieku; jednonawowy, z prezbiterium zamkniętym półkolistą apsydą. Znajdują się przy nim dwie zakrystie, a od zachodu czworoboczna, czterokondygnacyjna wieża, z wysokim dachem wieżowym, pochodząca z 1873 roku. Kościół ma wystrój barokowy i klasycystyczny[11].
- rys historyczny – w miejscu obecnego kościoła prawdopodobnie stały jeszcze dwie inne świątynie. Według legendy pierwsza miała powstać już w średniowieczu w 1253 i stanowiła wotum wdzięczności za ocalenie przed tatarską nawałą[11]. Jednak źródła historyczne podają okres przełomu XIV–XV wieku jako wzniesienie pierwszego gotyckiego kościoła, który przetrwał do ok. 1700. Następnie w 1703 wystawiono mniejszą farę, tym razem barokową. Świątynia przetrwała do 1842 roku, gdyż była zbyt mała na potrzeby szybko rozrastającej się parafii żyglińskiej. Wniosek o budowę nowego kościoła został wystosowany w 1801 roku na ręce landrata bytomskiego hrabiego Erdmanna Gustawa Henckla von Donnersmarck. Ważną datą w procesie przygotowań do realizacji inwestycji był 30 kwietnia 1838 roku, kiedy to Ministerstwo Spraw Duchownych, Oświatowych i Zdrowotnych w Berlinie wydało wiążącą zgodę na budowę świątyni, której projekt określono jako „gustowny”. Budowę nowego kościoła ukończono w 1842, poświęcony został 24 listopada 1842 roku, zaś w latach 1873–1874 dostawiono do niego wieżę[12][13].
- więcej zdjęć – zasoby Wikimedia Commons

### Kaplica św. Marka w Żyglinie

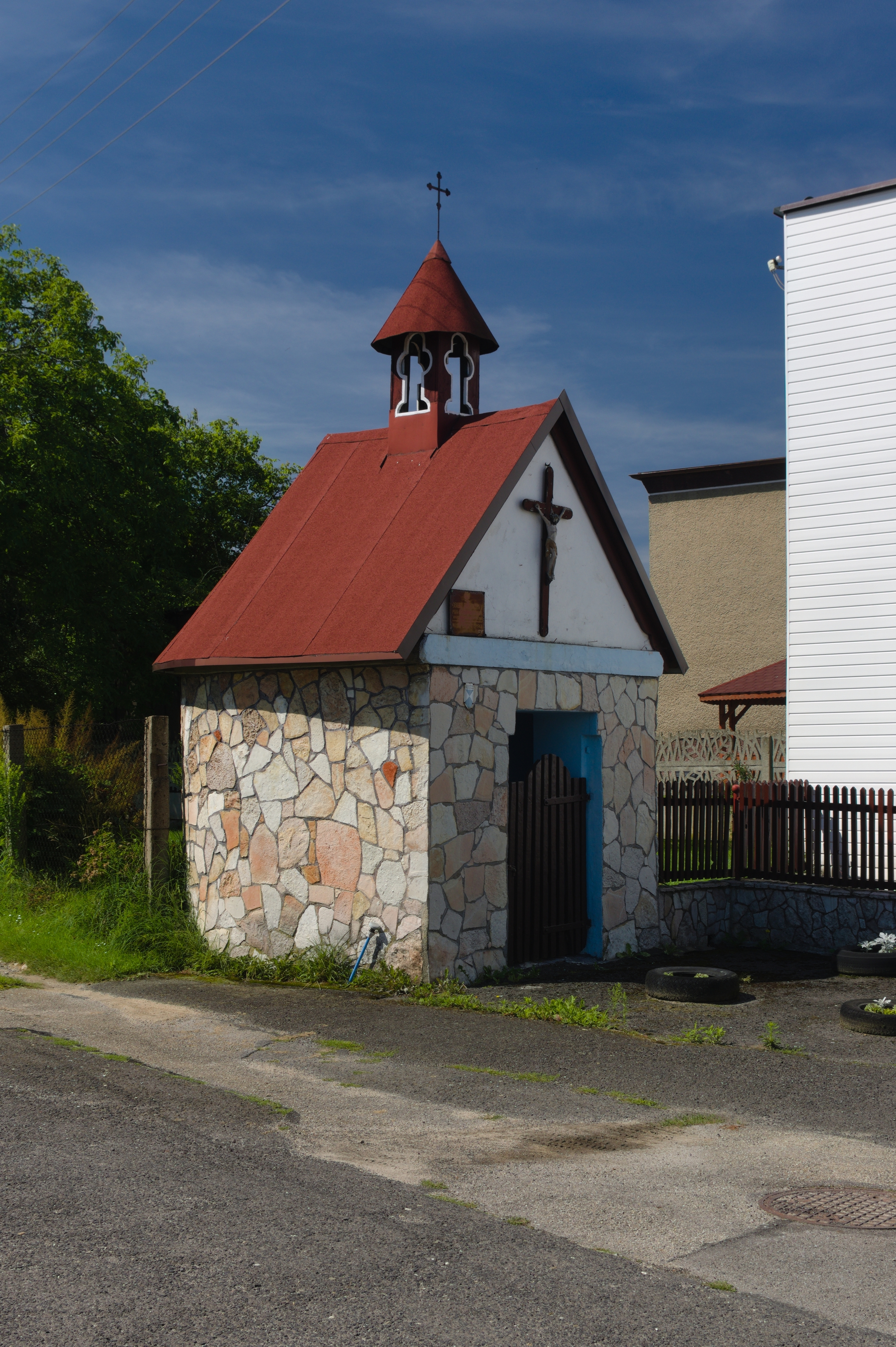
Kaplica św. Marka w Żyglinie (2021)

- numer rejestru zabytków – A/655/66[1]
- data wpisu do rejestru zabytków – 2 maja 1966[1]
- położenie – 50°29′14,8″N 18°56′40,2″E/50,487444 18,944500
- opis architektoniczny – kaplica murowana z kamienia, dach drewniany, dwuspadowy. Ma czworoboczną wieżyczkę z latarnią, nakrytą hełmem stożkowym[14].
- rys historyczny – obiekt został wybudowany w XVIII wieku przy obecnej ulicy świętego Marka na terenie sołectwa Żyglin-Żyglinek[14].
- więcej zdjęć – zasoby Wikimedia Commons

### Spichlerz dworski w Żyglinku

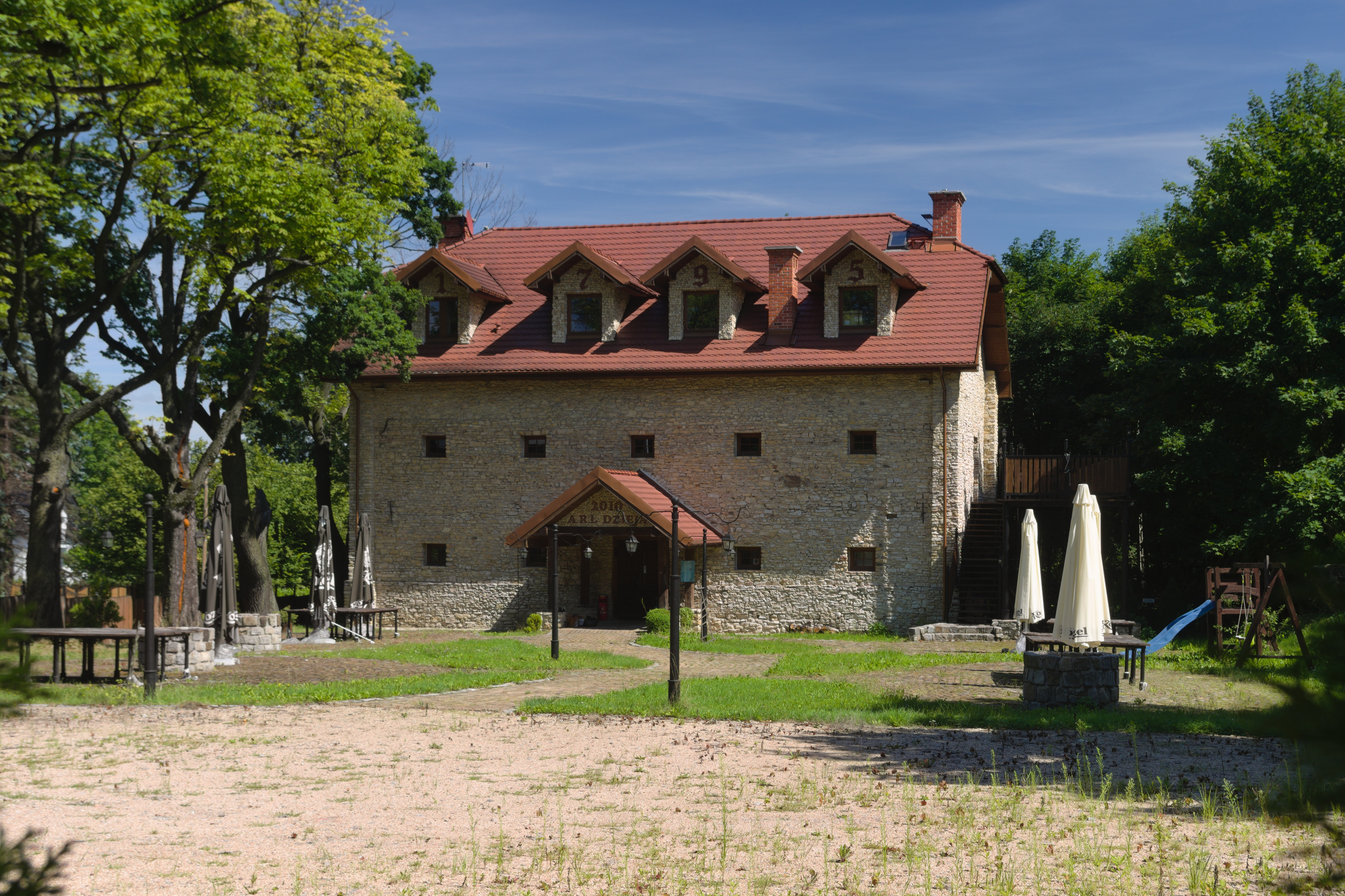
Spichlerz w Żyglinku (2021)

- numer rejestru zabytków – A/647/66[1] i A/858/2021[3]
- data wpisu do rejestru zabytków – 2 maja 1966[1]
- położenie – 50°29′48,8″N 18°56′14,8″E/50,496889 18,937444
- opis architektoniczny – murowany z kamienia, dwukondygnacyjny budynek[15], nakryty dachem naczółkowym.
- rys historyczny – budynek został wybudowany w 1795 roku i wchodził w skład zespołu dawnego folwarku rodu Henckel von Donnersmarck. Został wyremontowany w 1965. W 2000 sprywatyzowany, później wyremontowany i odrestaurowany, obecnie pełni funkcje restauracji oraz hotelu[15][16].
- więcej zdjęć – zasoby Wikimedia Commons

### Dawny dworek myśliwski wBibieli

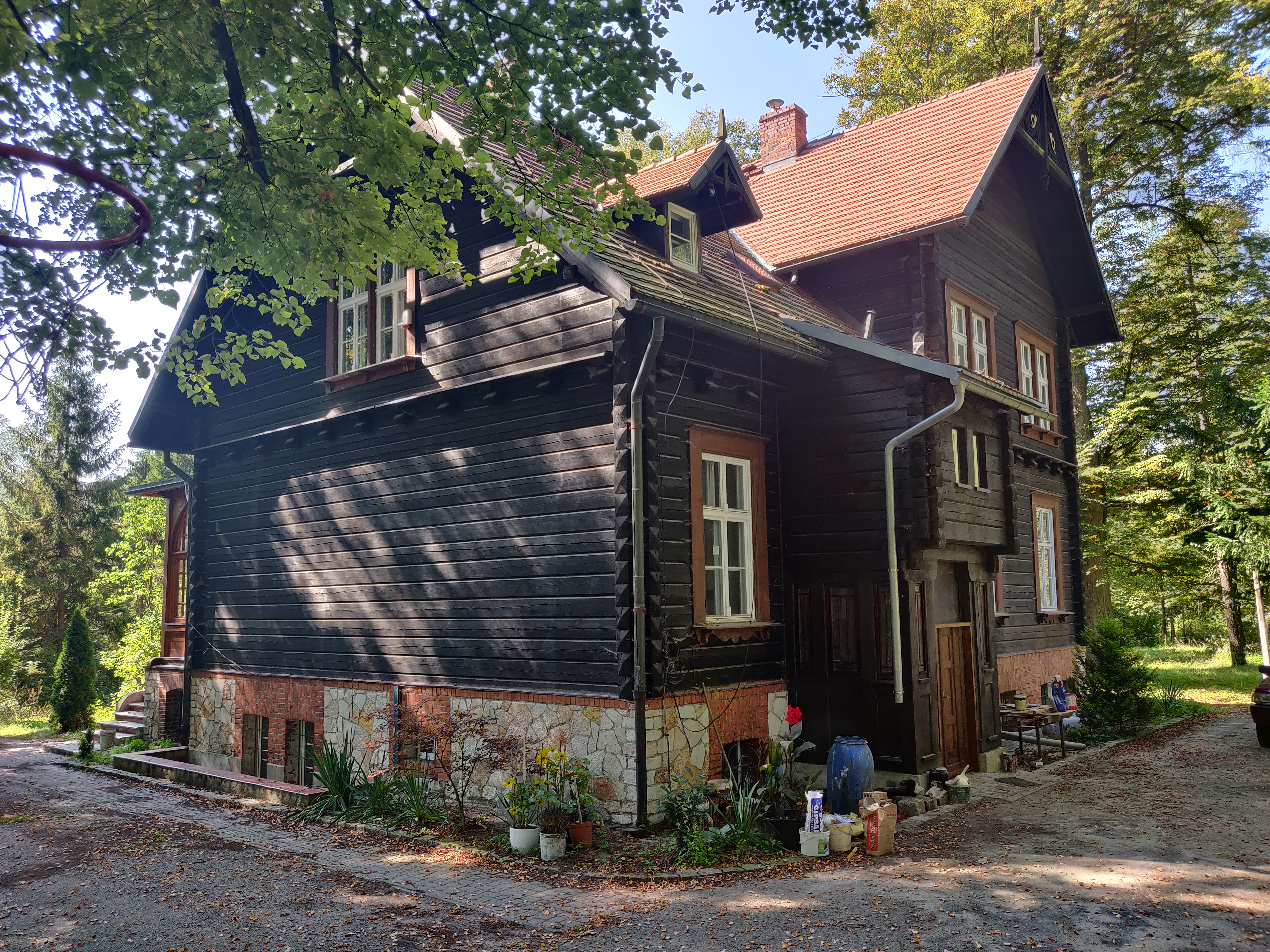
Dawny dworek myśliwski

- numer rejestru zabytków – A/375/12[1]
- data wpisu do rejestru zabytków – 17 kwietnia 2012[1]
- położenie – 50°29′40,7″N 18°59′32,1″E/50,494639 18,992250
- opis architektoniczny – drewniany budynek bez wyraźnych cech stylowych, o architekturze charakterystycznej dla dworków myśliwskich. Wybudowany w konstrukcji zrębowej na kamienno-ceglanej podmurówce. Ozdobiony ryzalitami i (od strony południowej) oszkloną werandą. Ma wysoki dwuspadowy dach pokryty dachówkami ceramicznymi. Wpis obejmuje budynek w obrysie murów zewnętrznych wraz z werandą[17].
- rys historyczny – dworek został wybudowany w 1893[17] przez nakielską linię rodu Henckel von Donnersmarck i służył głównie podczas urządzanych w okolicznych lasach polowań. W latach 70. XX wieku został przejęty przez PZPR i bywał w nim sam Edward Gierek, dlatego też mieszkańcy pałacyk nazywają „gierkówką”[18][19]. Pierwszy sekretarz do dyspozycji miał m.in. basen i ogród z sadem, a otoczenie dworku było dobrze strzeżone[20][21]. Do 2011 roku mieścił się tam Dom Samotnej Matki, po czym obiekt przejęło nadleśnictwo Świerklaniec, które w tym samym roku sprzedało zameczek prywatnemu inwestorowi z Piekar Śląskich[18].
- więcej zdjęć – zasoby Wikimedia Commons